# Toronto Maple Leafs
Toronto Maple Leafs – kanadyjski klub hokejowy z siedzibą w Toronto.

## Historia
Drużyna Maple Leafs istnieje od 1917 roku jednak najpierw istniała pod nazwą Toronto Arenas. To była zawodowa drużyna hokejowa z Toronto w Kanadzie. Rozgrywała ona swoje mecze na Mutual Street Arena. Drużyna była jedną z czterech drużyn, które grały w pierwszym sezonie ligi NHL. Drużyna powstała w ciekawych okolicznościach. Edward J. Livingstone był właścicielem drużyny Toronto Blueshirts i ważną postacią w lidze NHA. Gdy oskarżono go o oszustwa i faworyzowanie jego zespołu przez władze ligi NHA doszło do dyskusji, które doprowadziły do powstania ligi NHL. Oczywiście drużyna „Toronto Blueshirts” nie mogła wystąpić w nowej lidze. Jednak wtedy Toronto było jednym z większych miast i powinna ona mieć swoją drużynę w nowo powstałej lidze. Dlatego zarząd hali Mutual Street Arena postanowił wydzierżawić od Livingstona zespół „Toronto Blueshirts” na sezon 1917–1918 i nazwały go Toronto Arenas. Zespół wygrał Puchar Stanleya w 1918 roku jednak następny sezon nie wyszedł zespołowi z Toronto. Właściciele zespołu nie chcieli wiecznie występować o prawa do zespołu. Dlatego w trzecim sezonie ligi NHL w 1919 roku zespół pojawił się pod nazwą Toronto St. Patricks (w skrócie St. Pats), który posiadał długo terminowego managera Charliego Querrie co poprawiło wyniki w grze. Zespół wygrał Puchar Stanleya w 1922 roku. W 1926 roku Conn Smythe wykupił prawa do zespołu i zmienił nazwę na Toronto Maple Leafs.
Zespół posiada afiliację w postaci klubu farmerskiego w niższej lidze. Tę funkcję obecnie pełni Toronto Marlies w lidze AHL oraz Newfoundland Growlers w lidze ECHL. W przeszłości taką drużyną była także Pensacola Ice Pilots (w lidze ECHL).
Pod koniec 2012 roku magazyn Forbes wycenił klub na 1 mld dolarów klasyfikując go jako najwięcej wartą drużynę ligi NHL.
W sezonie 2005/2006 w klubie występował Mariusz Czerkawski.

## Osiągnięcia
- Puchar Stanleya (13 razy): 1918, 1922, 1932, 1942, 1945, 1947, 1948, 1949, 1951, 1962, 1963, 1964, 1967
- Mistrzostwo dywizji (5 razy): 1933, 1934, 1935, 1938, 2000
- Prince of Wales Trophy (2 razy): 1948, 1963

## Sezon po sezonie
| Ostatnie sezony | Ostatnie sezony | Ostatnie sezony | Ostatnie sezony | Ostatnie sezony | Ostatnie sezony | Ostatnie sezony | Ostatnie sezony | Ostatnie sezony | Ostatnie sezony | Ostatnie sezony | Ostatnie sezony | Ostatnie sezony | Ostatnie sezony         |
| Sezon           | Konferencja     | Miejsce         | Dywizja         | Miejsce         | Mecze           | Z               | P               | R               | PK              | Pkt             | ZB              | SB              | Wyniki play-off         |
| --------------- | --------------- | --------------- | --------------- | --------------- | --------------- | --------------- | --------------- | --------------- | --------------- | --------------- | --------------- | --------------- | ----------------------- |
|                 |                 |                 |                 |                 |                 |                 |                 |                 |                 |                 |                 |                 |                         |
| 2019–20         | Wschodnia       | 8               | Atlantycka      | 3               | 701             | 36              | 25              | –               | 9               | 81              | 238             | 227             | Nie zakwalifikowała się |
|                 |                 |                 |                 |                 |                 |                 |                 |                 |                 |                 |                 |                 |                         |
| 2018–19         | Wschodnia       | 5               | Atlantycka      | 3               | 82              | 46              | 28              | –               | 8               | 100             | 286             | 251             | Porażka z Bruins 3-4    |
|                 |                 |                 |                 |                 |                 |                 |                 |                 |                 |                 |                 |                 |                         |
| 2017–18         | Wschodnia       | 4               | Atlantycka      | 3               | 82              | 49              | 26              | –               | 7               | 105             | 277             | 232             | Porażka z Bruins 3-4    |
|                 |                 |                 |                 |                 |                 |                 |                 |                 |                 |                 |                 |                 |                         |
| 2016–17         | Wschodnia       | 8               | Atlantycka      | 4               | 82              | 40              | 27              | –               | 15              | 95              | 251             | 242             | porażka z Capitals 2-4  |
|                 |                 |                 |                 |                 |                 |                 |                 |                 |                 |                 |                 |                 |                         |
| 2015–16         | Wschodnia       | 16              | Atlantycka      | 8               | 82              | 29              | 42              | –               | 11              | 69              | 198             | 246             | Nie zakwalifikowała się |

| Sezony od 2010/2011 do 2014/2015 | Sezony od 2010/2011 do 2014/2015 | Sezony od 2010/2011 do 2014/2015 | Sezony od 2010/2011 do 2014/2015 | Sezony od 2010/2011 do 2014/2015 | Sezony od 2010/2011 do 2014/2015 | Sezony od 2010/2011 do 2014/2015 | Sezony od 2010/2011 do 2014/2015 | Sezony od 2010/2011 do 2014/2015 | Sezony od 2010/2011 do 2014/2015 | Sezony od 2010/2011 do 2014/2015 | Sezony od 2010/2011 do 2014/2015 | Sezony od 2010/2011 do 2014/2015 | Sezony od 2010/2011 do 2014/2015 |
| Sezon                            | Konferencja                      | Miejsce                          | Dywizja                          | Miejsce                          | Mecze                            | Z                                | P                                | R                                | PK                               | Pkt                              | ZB                               | SB                               | Wyniki play-off                  |
| -------------------------------- | -------------------------------- | -------------------------------- | -------------------------------- | -------------------------------- | -------------------------------- | -------------------------------- | -------------------------------- | -------------------------------- | -------------------------------- | -------------------------------- | -------------------------------- | -------------------------------- | -------------------------------- |
|                                  |                                  |                                  |                                  |                                  |                                  |                                  |                                  |                                  |                                  |                                  |                                  |                                  |                                  |
| 2014–15                          | Wschodnia                        | 15                               | Atlantycka                       | 7                                | 82                               | 30                               | 44                               | –                                | 8                                | 68                               | 211                              | 262                              | Nie zakwalifikowała się          |
|                                  |                                  |                                  |                                  |                                  |                                  |                                  |                                  |                                  |                                  |                                  |                                  |                                  |                                  |
| 2013–14                          | Wschodnia                        | 12                               | Atlantycka                       | 6                                | 82                               | 38                               | 36                               | –                                | 8                                | 84                               | 231                              | 256                              | Nie zakwalifikowała się          |
|                                  |                                  |                                  |                                  |                                  |                                  |                                  |                                  |                                  |                                  |                                  |                                  |                                  |                                  |
| 2012–13                          | Wschodnia                        | 5                                | Północno-wschodnia               | 3                                | 48                               | 26                               | 17                               | –                                | 5                                | 57                               | 145                              | 133                              | Porażka z Bruins 3-4             |
|                                  |                                  |                                  |                                  |                                  |                                  |                                  |                                  |                                  |                                  |                                  |                                  |                                  |                                  |
| 2011–12                          | Wschodnia                        | 13                               | Północno-wschodnia               | 4                                | 82                               | 35                               | 37                               | –                                | 10                               | 80                               | 231                              | 264                              | Nie zakwalifikowała się          |
|                                  |                                  |                                  |                                  |                                  |                                  |                                  |                                  |                                  |                                  |                                  |                                  |                                  |                                  |
| 2010–11                          | Wschodnia                        | 10                               | Północno-wschodnia               | 4                                | 82                               | 37                               | 34                               | –                                | 11                               | 85                               | 218                              | 251                              | Nie zakwalifikowała się          |

Legenda:

Z = Zwycięstwa, P = Porażki, R = Remisy (do sezonu 2004/2005), PK = Przegrane po dogrywce lub karnych, Pkt = Punkty, ZB = Bramki zdobyte, SB = Bramki stracone
| Puchar Stanleya | Mistrz Konferencji | Mistrz Dywizji | Awans do play-off | Presidents’ Trophy |

- 1 Sezon zasadniczy ze względu na epidemię koronawirusa został przerwany, a następnie zakończony. W meczach kwalifikacyjnych do play-off Maple Leafs uległy Columbus Blue Jackets.

## Zawodnicy

### Kapitanowie drużyny

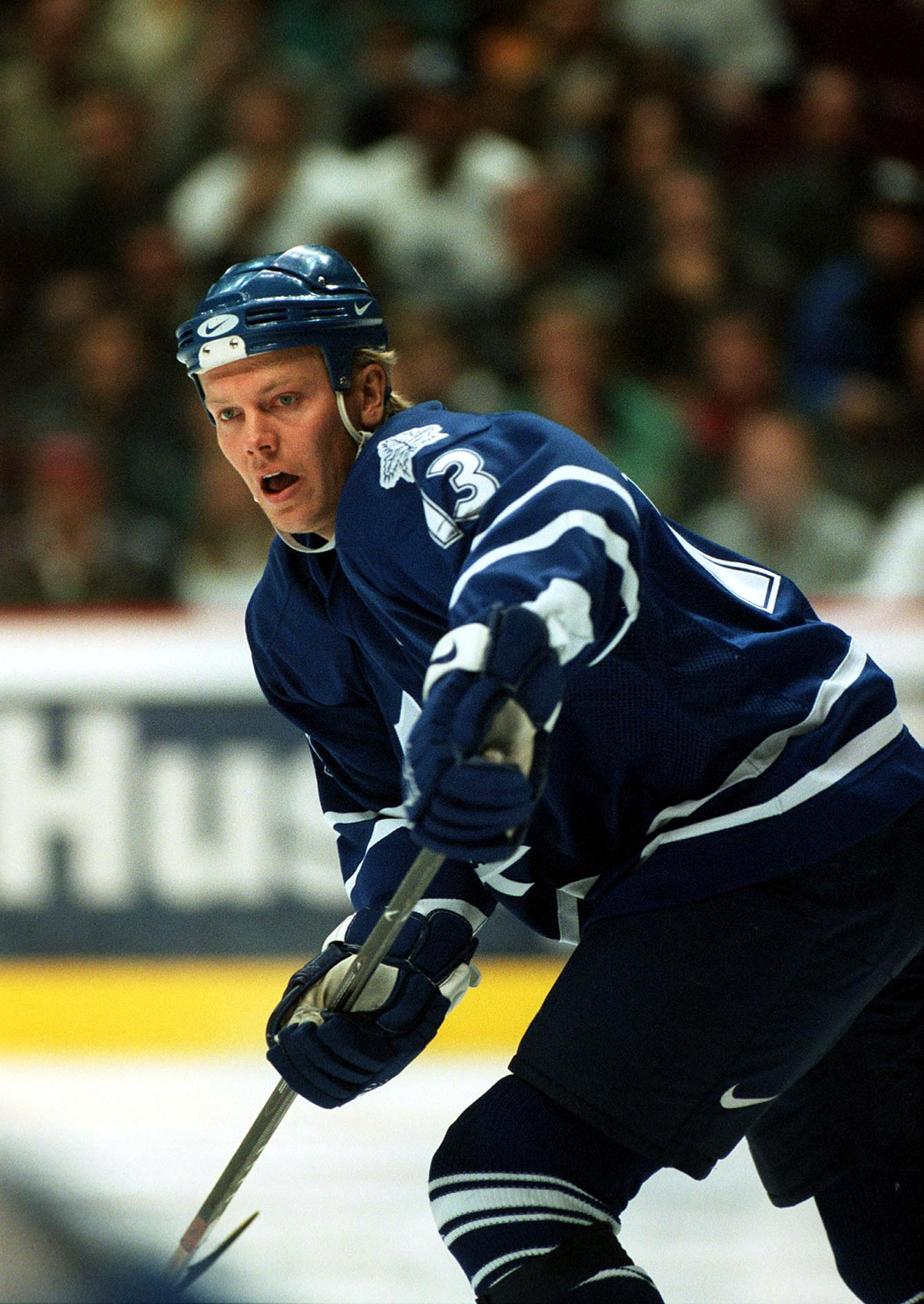
Mats Sundin był kapitanem drużyny przez 12 sezonów w latach 1997–2008

| Sezony jako kapitan drużyny | Zawodnik         |
| --------------------------- | ---------------- |
| 1927–1937                   | Hap Day          |
| 1937–1938                   | Charlie Conacher |
| 1938–1940                   | Red Horner       |
| 1940–1943 1945–1948         | Syl Apps         |
| 1943–1945                   | Bob Davidson     |
| 1948–1955 1956–1957         | Theodore Kennedy |
| 1955–1956                   | Sid Smith        |
| 1956–1957                   | Jim Thomson      |
| 1957–1969                   | Chief Armstrong  |
| 1969–1975                   | Dave Keon        |
| 1975–1981                   | Darryl Sittler   |
| 1981–1986                   | Rick Vaive       |
| 1989–1991                   | Rob Ramage       |
| 1991–1994                   | Wendel Clark     |
| 1994–1997                   | Doug Gilmour     |
| 1997–2008                   | Mats Sundin      |
| 2010–2016                   | Dion Phaneuf     |
| 2019–                       | John Tavares     |

### Numery zastrzeżone
| Numer | Zawodnik         | Pozycja                              | Kariera                              | Data zastrzeżenia                    |
| ----- | ---------------- | ------------------------------------ | ------------------------------------ | ------------------------------------ |
| 1     | Turk Broda       | Bramkarz                             | 1935-1943, 1946–1951                 | 15 października 2016                 |
| 1     | Johnny Bower     | Bramkarz                             | 1958-1969                            | 15 października 2016                 |
| 4     | Hap Day          | Obrońca                              | 1924-1937                            | 15 października 2016                 |
| 4     | Red Kelly        | Środkowy                             | 1960–1967                            | 15 października 2016                 |
| 5     | Bill Barilko     | Obrońca                              | 1945-1951                            | 17 października 1992                 |
| 6     | Ace Bailey       | Prawoskrzydłowy                      | 1926-1933                            | 14 lutego 1934                       |
| 7     | King Clancy      | Obrońca                              | 1930-1937                            | 15 października 2016                 |
| 7     | Tim Horton       | Obrońca                              | 1949–1970                            | 15 października 2016                 |
| 9     | Charlie Conacher | Prawoskrzydłowy                      | 1929-1938                            | 15 października 2016                 |
| 9     | Ted Kennedy      | Środkowy                             | 1942-1955, 1956–1957                 | 15 października 2016                 |
| 10    | Syl Apps         | Środkowy                             | 1936-1943, 1945–1948                 | 15 października 2016                 |
| 10    | George Armstrong | Prawoskrzydłowy                      | 1949-1971                            | 15 października 2016                 |
| 13    | Mats Sundin      | Środkowy                             | 1994-2008                            | 15 października 2016                 |
| 14    | Dave Keon        | Środkowy                             | 1960-1975                            | 15 października 2016                 |
| 17    | Wendel Clark     | Lewoskrzydłowy                       | 1985-1994, 1996–1998, 2000           | 15 października 2016                 |
| 21    | Börje Salming    | Obrońca                              | 1973-1989                            | 15 października 2016                 |
| 27    | Frank Mahovlich  | Lewoskrzydłowy                       | 1956-1968                            | 15 października 2016                 |
| 27    | Darryl Sittler   | Środkowy                             | 1970-1982                            | 15 października 2016                 |
| 93    | Doug Gilmour     | Środkowy                             | 1992–1997                            | 15 października 2016                 |
|       |                  |                                      |                                      |                                      |
| 99    | Wayne Gretzky    | Numer zastrzeżony dla całej ligi NHL | Numer zastrzeżony dla całej ligi NHL | Numer zastrzeżony dla całej ligi NHL |

### Kadra w sezonie 2018/2019
Na podstawie materiału źródłowego:
| #  | Nar.              | Zawodnik                   | Pozycja    | Chwyta / Strzela | Wiek | Nabyty | Miejsce urodzenia                         |
| -- | ----------------- | -------------------------- | ---------- | ---------------- | ---- | ------ | ----------------------------------------- |
| 31 | Dania             | Frederik Andersen          | Bramkarz   | L                | 26   | 2016   | Herning, Dania                            |
| 63 | Kanada            | Tyler Ennis                | Napastnik  | L                | 28   | 2018   | Edmonton, Alberta, Kanada                 |
| 51 | Stany Zjednoczone | Jake Gardiner              | Obrońca    | L                | 26   | 2011   | Minneapolis, Minnesota, Stany Zjednoczone |
| 38 | Kanada            | Colin Greening             | Napastnik  | L                | 30   | 2016   | St. John’s, Nowa Fundlandia, Kanada       |
| 2  | Stany Zjednoczone | Matt Hunwick               | Obrońca    | L                | 31   | 2015   | Warren, Michigan, Stany Zjednoczone       |
| 18 | Szwecja           | Andreas Johnsson           | Obrońca    | L                | 23   | 20113  | Gävle, Szwecja                            |
| 16 | Kanada            | Josh Jooris                | Napastnik  | R                | 27   | 2018   | Burlington, Ontario, Kanada               |
| 43 | Kanada            | Nazem Kadri                | Napastnik  | L                | 25   | 2009   | London, Ontario Kanada                    |
| 24 | Finlandia         | Kasperi Kapanen            | Napastnik  | P                | 21   | 2015   | Kuopio, Finlandia                         |
| 32 | Kanada            | Josh Leivo                 | Napastnik, | P                | 25   | 2011   | Innisfil, Ontario, Kanada                 |
| 16 | Kanada            | Mitchell Marner            | Napastnik  | L                | 21   | 2016   | Markham, Ontario, Kanada                  |
| 34 | Stany Zjednoczone | Auston Matthews            | Napastnik  | L                | 20   | 2016   | San Ramon, Kalifornia, Stany Zjednoczone  |
| 35 | Kanada            | Curtis McElhinney          | Bramkarz   | L                | 35   | 2017   | London, Ontario, Kanada                   |
| 18 | Czechy            | Milan Michálek             | Napastnik  | L                | 31   | 2016   | Jindřichův Hradec, Czechosłowacja         |
| 29 | Szwecja           | William Nylander Altelius  | Napastnik  | P                | 22   | 2014   | Calgary, Alberta, Kanada                  |
| 15 | Kanada            | Pierre-Alexandre Parenteau | Napastnik  | P                | 33   | 2015   | Hull, Quebec, Kanada                      |
| 44 | Kanada            | Morgan Rielly              | Obrońca    | L                | 22   | 2012   | Vancouver, Kolumbia Brytyjska, Kanada     |
| 12 | Kanada            | Stéphane Robidas           | Obrońca    | P                | 39   | 2014   | Sherbrooke, Quebec, Kanada                |
| 91 | Kanada            | John Tavares               | Napastnik  | L                | 27   | 2018   | Mississauga, Ontario, Kanada              |
|    | Kanada            | Jordan Subban              | Obrońca    | P                | 23   | 2018   | Toronto, Ontario, Kanada                  |